# Дюк Елингтън
Дюк Елингтън (на английски: Duke Ellington) е музикант, композитор и пианист. Роден е във Вашингтон под името Едуард Кенеди Елингтън, но като малък получава прякора Дюк (херцог), с който впоследствие става известен в цял свят. Кариерата му се простира в продължение на над 50 години, като от 1923 ръководи собствен оркестър, до смъртта си.
Бъдещата джазова звезда се ражда в среднозаможно семейство от африкански произход. Седемгодишен започва музикалното си образование, сериозно започва да се занимава със свирене на пиано 14-годишен. След 1923 година започва стремителния възход в кариерата на Елингтън. С новообразувания си биг бенд свири в Ню Йорк, Чикаго и Калифорния, самостоятелно или съвместно с величия от ранга на Каунт Бейси, Бени Гудмън, Глен Милър, Томи Дорси. Добива слава като един от най-добрите пианисти при т.нар. джем сешъни. Върхът на популярността си постига в периода около Втората световна война, след което популярността му постепенно спада, но въпреки това остава в списъка на легендите на джаза. Умира от рак на белия дроб.
Въпреки че е считан за една от най-основните фигури в историята на джаза, самият Елингтън приема израза „извън всякаква категория“ като „освобождаващ принцип“, и за него музиката му спада към общата категория „Американска музика“, а не някакъв музикален жанр като „джаз“ например. Роден е във Вашингтон и се установява в Ню Йорк от средата на 20-те години. Получава национална известност чрез участията на оркестъра му в Котън Клъб. През 30-те години те отиват на турнета в Европа.
Някои от музикантите, които членуват в оркестъра на Елингтън, като саксофониста Джони Ходжис например, са все още, по заслуги, считани за едни от най-добрите изпълнители в джаза, но Елингтън е личността, която ги споява в една от най-известните джаз оркестрови единици. Някои от членовете на оркестъра му остават с него дълги десетилетия. Майстор в писането на миниатюри за триминутния 78-оборотов звукозаписен формат, Елингтън често композира специфично за стила и уменията на собствените си музиканти, като например Jeep's Blues за Ходжис, и Concerto for Cootie за тромпетиста Кути Уилямс, което по-късно става Do Nothing Till You Hear from Me с текст на Боб Ръсел.
Често сътрудничи с други творци и изпод неговите ръце излизат над хиляда композиции; неговият каталог се шири и е един от най-големите лични записани джаз колекции, като много от неговите творби се превръщат в стандарти. Елингтън също така записва песни, написани от хора от бенда, например Caravan на Хуан Тицол и Perdido, което привнася испанска жилка в биг бендовия джаз.
След 1941 г. Елингтън сътрудничи с композитора, аранжор и пианист Били Стрейхорн, когото нарича неговият „авторски и аранжорски спътник“. Със Стрейхорн той композира много продължителни композиции, или още „сюити“, както и още по-кратки творби. След участие в Нюпортския джаз фестивал в Род Айлънд през юли 1956, той постига голямо възраждане на кариерата си, и с оркестъра си предприема турнета по света. Елингтън записва с повечето американски звукозаписни компании от своята епоха в отделни моменти, и участва в няколко филма, за някои от които пише саундтракове, и композира мюзикъли.
Поради изобретателната си употреба на оркестъра, или биг бенд, както и благодарение на ораторското му майсторство и харизма, той е като цяло считан за един от хората, въздигнали схващането за джаза до форма на изкуството, наравно с други традиционни музикални жанрове. Репутацията му се увеличава след смъртта му и той е награден със специална награда Пулицър през 1999 г.
Гюнтър Шулър пише през 1989: „Елингтън композира неспирно до последните дни от живота си. Музиката наистина бе неговата любима; тя беше целият му живот и неговото посвещение на нея беше несравнимо и неизменно. В джаза той беше гигант сред гигантите. А в музиката на 20-ото столетие, той чака деня, в който ще бъде признат като един от половин дузина велики майстори на нашето време.“

## Биография
Едуард Кенеди Елингтън, по прякор Дюк, е роден на 29 април 1899 г. в семейството на Джеймс Едуард Елингтън и Дейзи Кенеди Елингтън. Дейзи и Джей Ий са и двамата пианисти. Дейзи предпочита салонната музика, а Джей Ий – оперните арии. Те живеят с прародителите му по майчина линия на Айда Плейс №2129 (сега Уард Плейс), в Западния край на Вашингтон. Бащата е роден в Линкълтън, Северна Каролина, на 15 април 1879 г., и се мести във Вашингтон през 1886 заедно с родителите си. Дейзи Кенеди е родена в столицата Вашингтон на 4 януари 1879 г., и е дъщеря на освободен американски роб. Джеймс Елингтън прави планове да постъпи в Американския флот.
На 7 години започва да взима уроци по пиано от Мариета Клинкскейлс. Дейзи заобгражда сина си с достолепни жени, за да укрепят обноските му и да го научат да живее елегантно. Приятелите му от детството му отбелязват „неговото отпуснато, небрежно поведение, непринуденото му благоприличие, и издокараните му дрехи, които му доставят осанката на един млад благородник“, и започват да го наричат Дюк (Херцога). Елингтън отдава авторството на прякора на приятеля си Едгар Макентри. „Мисля, че той почувства, че за да бъда достоен за неговото постоянно другарство, трябва да имам титла. Така че той ме нарече Дюк.“
Въпреки че взима уроци по пиано, той се увлича повече по бейзбола. „Президентът Рузвелт (Теди) идваше понякога с коня си, и спираше да ни гледа как играем“, спомня си той. Елингтън се записва в Армстронг Текникъл Хай Скул във Вашингтон. Първата му работа е като продавач на фъстъци в бейзболните мачове на Уошингтън Сенатърс.
През лятото на 1914 г., докато работи като служител на лимонадена станция в кафе „Пудел Дог“, той пише първата си композиция: „Soda Fountain Rag“ ('Раг от лимонадената станция', известна още като „Poodle Dog Rag“, 'Раг от Пудел Дог'). Елингтън пише „Soda Fountain Rag“ по слух, тъй като тогава не може да чете и пише музика. "Свирех „Soda Fountain Rag“ като танц за една или две стъпки, като валц, танго, и фокстрот.", казва Елингтън в спомените си. „Слушателите никога не узнаха, че това е едно и също парче. Установих се като човек със собствен репертоар.“ В автобиографията си „Музиката е моята любима“ (1973), Елингтън пише, че пропуска повече от уроците, на които трябва да ходи, тъй като чувства, че да свири на пиано не е сред заложбите му. Елингтън започва да се промъква в билярдната зала на Франк Холидей, когато е на 14. Слушането на пианистите от залата възпламенява интереса на младежа към инструмента и той започва да приема уроците по-сериозно. Сред пианистите, които слуша тогава, са Док Пери, Лестър Дишман, Луис Браун, Търнър Лейтън, Гърти Уелс, Клерънс Баузър, Стики Мак, Блайнд Джони, Клиф Джаксън, Клод Хопкинс, Фил Уард, Керълайн Торнтън, Лъки Робъртс, Юби Блейк, Джо Рочестър и Харви Брукс.
Започва да слуша, гледа и имитира пианистите на рагтайм, не само във Вашингтон, но също и във Филаделфия и Атлантик Сити, където ходи на ваканция с майка си през летните месеци. Музикалният учител от Дънбар Хай Скул, Хенри Лий Грант, му дава частни уроци по хармония. С допълнителното наставничество на вашингтонския пианист и бендлидер Оливър Пери – Док, Елингтън се научава да чете партитури, да излъчва професионализъм, и да подобри техниката си. Елингтън се вдъхновява от първите си срещи със страйд пианистите Джеймс П. Джонсън и Лъки Робъртс. По-късно, когато е в Ню Йорк, той се консултира с Уил Мериън Кук, Фетс Уолър и Сидни Бекет. Елингтън започва да изнася кратки представления (гигове) в кафенета и клубове, вътре и извън Вашингтон, и привързаността му става толкова силна, че той скоро отказва стипендия по изкуства в института Прат, Бруклин, през 1916 г. Три месеца преди да завърши, той напуска Армстронг Менюъл Трейнинг Скул, където учи търговско изкуство.
Работи като художник на табели на свободна практика от 1917 г., и започва да събира групи, с които да свири на танци. През 1919 г. се запознава с барабаниста Сони Гриър от Ню Джърси, който насърчава амбицията на Елингтън да се занимава професионално с музика. В дневната си работа предприемаческите умения на Елингтън проблясват: когато някой клиент го моли да нарисува табела за танц или парти, той ги пита дали имат музикален съпровод; ако нямат, Елингтън ги пита дали искат той да свири за тях. Освен това има служба като пратеник на американския флот и американския държавен департамент. Изнася се от дома на родителите си и си купува свой собствен дом, когато става успешен пианист. Отначало свири в други ансамбли, но в края на 1917 г. сформира първата си група Дюкс Серенейдърс (Калърд Синкопейтърс, както твърди рекламата в телефонния указател). Той е не само неин член, но и търсач на таланти. Първият му изпълнителски ангажимент е в Тру Реформърс Хол, от който прибира само 75 цента.
Елингтън свири из цял Вашингтон, също и във Вирджиния, за частни обществени балове и консулски тържества. Групата включва приятеля от детството Ото Хардуик, който отначало е на контрабас, после преминава на сакс, който впоследствие мигрира в алто саксофон; Артър Уетсол на тромпет; Елмър Сноудън на банджо; и Сони Гриър, на барабани. Групата процъфтява, изпълнявайки както за черни, така и за бели публики, което е рядкост по това време.
- С Беа Елингтън в Ню Йорк през 1943 г.
- С Джанго Райнхарт в джаз клуб Aquarium в Ню Йорк през 1946 г.
- През 1957 г.
- През 1959 г. в Amstel Hotel в Амстердам, Нидерландия
- Със своя биг-бенд в Мюнхен през 1963 г.
- На церемонията по получаването на президентския Медал на свободата от Президента на Съединените американски щати Ричард Никсън през 1969 г.
- През 1971 г. в L'Aventure du jazz на Louis Panassié
- През 1973 г. в Мюнхен

## Филмография
- 1929: Black and Tan
- 1930: Check and Double Check
- 1933: A Bundle of Blues
- 1934: Murder at the Vanities
- 1934: Belle of the Nineties
- 1935: Symphony in Black / Great Jazz Bands of the 30's
- 1937: A Day at the Races
- 1938: Jazz and Jive
- 1941: Cotton Tail
- 1942: Jam Session
- 1943: Cabin in the Sky
- 1943: Reveille with Beverly
- 1944: Norman Granz Presents: Improvisation - Charlie Parker, Ella Fitzgerald and More
- 1955: Masquerade Party / Jazz Festival / Rock 'N Roll Revue
- 1947: Date with Duke
- 1956: Jazz Ball
- 1958: Timex All-Star Jazz Show
- 1959: Anatomy of a Murder / Jazz on a Summer's Day
- 1961: Jazz Concert 1: Louis Armstrong & Duke Ellington
- 1962: Newport Jazz Festival / Goodyear Jazz Concert with Duke Ellington
- 1964: Duke Ellington: Montréal 1964
- 1965: Harold Arlen: An All-Star Tribute
- 1966: Ella Fitzgerald in Concert
- 1971: Duke Ellington: Live at the Tivoli Gardens / The Lou Rawls Show with Duke Ellington
- 1972: All-Star Swing Festival